# Alfred von Rauch
Pour les articles homonymes, voir Rauch.
Alfred Bonaventura von Rauch (né le 1er avril 1824 à Potsdam et mort le 25 septembre 1900 à Berlin) est un général de cavalerie prussien. En tant qu'adjudant général des empereurs allemands, il est également président de la Chancellerie de l'Ordre (de) prussien. Il est l'un des principaux acteurs des courses hippiques allemandes.

## Biographie

### Origine
Alfred von Rauch est le fils du lieutenant-général prussien Friedrich Wilhelm von Rauch (1790-1850), adjudant général du roi Frédéric-Guillaume IV de Prusse et attaché militaire prussien à la cour du tsar à Saint-Pétersbourg, et de son épouse Laurette, née comtesse von Moltke. Son grand-père est le général de division Bonaventura von Rauch (1740-1814), son arrière-grand-père le général de cavalerie Joachim Bernhard von Prittwitz et le ministre prussien de la Guerre Gustav von Rauch est son oncle.
Rauch a deux frères qui deviennent également officiers de cavalerie : le lieutenant-général Friedrich Wilhelm von Rauch, commandant de la 14e brigade de cavalerie, et le colonel Egmont von Rauch, commandant du 3e régiment de hussards. Sa sœur Elise comtesse von Fersen, née von Rauch, sert l'impératrice russe Alexandra Fjodorovna comme dame d'honneur.

### Carrière militaire
Dans sa jeunesse, Rauch étudie aux maisons des cadets à Potsdam et à Berlin. Il est transféré le 9 août 1842 comme sous-lieutenant au régiment des Gardes du Corps de l'armée prussienne. En 1848, il est officier d'ordonnance du prince Albert de Prusse, le plus jeune frère de Frédéric-Guillaume IV, puis dans la même position avec le général de cavalerie Friedrich von Wrangel. De 1849 à 1855, il est à Berlin en tant qu'adjudant sous Wrangel au haut commandant des Marches et au Commandement général du 3e corps d'armée. En 1855, Rauch est promu Rittmeister et en 1856, il est chef d'escadron dans le régiment des Gardes du Corps.
En 1858, le roi Frédéric-Guillaume IV le nomme à sa cour comme adjudant d'aile. Rauch y devient major en 1859 et lieutenant-colonel en 1863.
Pendant la guerre contre le Danemark en 1864, il participe au bombardement de Fredericia et à la prise de la redoute de Düppel dans le quartier général de Wrangels.
Après cela, Rauch devient comme successeur du colonel Guillaume de Mecklembourg, commandant du 6e régiment de cuirassiers à Brandebourg-sur-la-Havel. Il dirige le régiment dans la guerre contre l'Autriche en 1866, notamment dans la bataille de Sadowa.
Dans la guerre contre la France en 1870/71, il commande la 17e brigade de cavalerie stationnée à Schwerin en tant que général de division, les 17e régiment de dragons (de) et 18e régiment de dragons (de), respectivement de Ludwigslust et de Parchim, lui sont subordonnés. Son commandant de division écrit à propos de Rauch en 1870 : « Un officier élégant, doté d'une personnalité attachante, de tact, de dextérité et de connaissances en service. Il conduit cette année les exercices de brigade avec 3 régiments et 1 batterie avec prudence et calme, et il est également satisfaisant dans la gestion des manœuvres divisionnaires. Convient pour le transport. « Rauch est resté à la tête de la brigade de cavalerie de Schwerin jusqu'en 1875 ; de 1903 à 1906, il est commandé par son fils Friedrich.
En 1875, Alfred von Rauch devient lieutenant-inspecteur général et chef du département de la remonte au ministère de la Guerre de Berlin. Le 23 août 1883, Rauch est mis à disposition avec le caractère de général de cavalerie.
Le jour du Nouvel An 1884, l'empereur Guillaume Ier nomme Rauch adjudant général et, en même temps, président de la commission générale des ordres à Berlin à la mi-avril. Le 9 juin 1884, il est réintégré dans l'armée d'active, quittant ce poste. Également sous les successeurs de Guillaume Ier, sous Frédéric III et Guillaume II, Rauch travaille comme adjudant général afin de continuer à diriger la commission d'ordre.
Rauch reçoit les diamants de la Grand-croix de l'Ordre de l'Aigle rouge le 7 juillet 1894, est démis de ses fonctions en juillet 1894 et mis à disposition pour la dernière fois avec une pension .

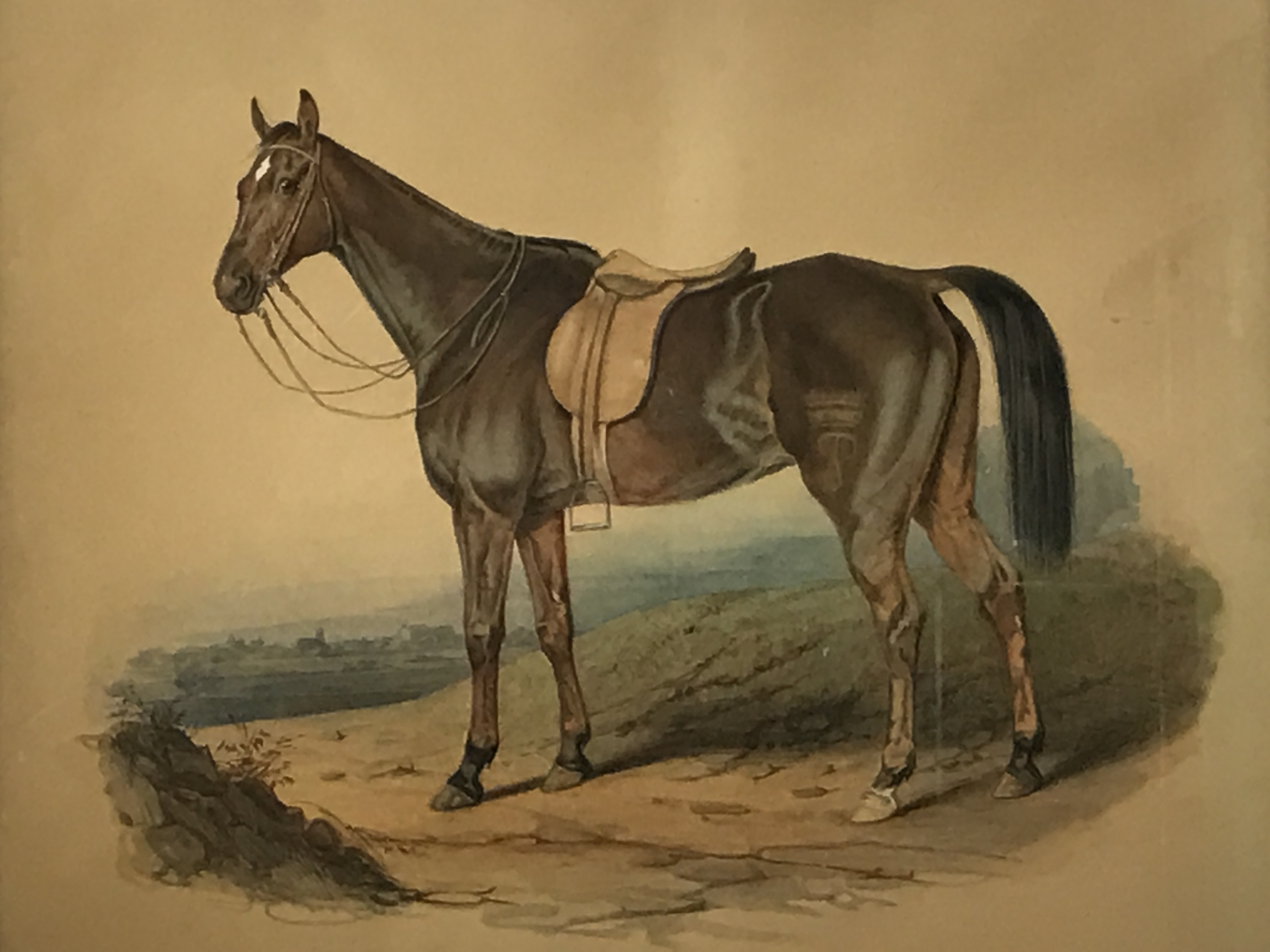
Étalon Bras de fer (né en 1837), cheval de course par Alfred von Rauch avec la marque du haras Graeflich Plessen Ivenack ; croquis non signé probablement de Theodor Schloepke, vers 1842

### Course de chevaux
Alfred von Rauch - comme son frère Egmont - est l'un des principaux acteurs des courses de chevaux, qui commencent dans la seconde moitié du XIXe siècle et continuent à prospérer.
Au début, Rauch monte avec succès des courses de chevaux et en 1848 - avec son cousin le lieutenant Fedor von Rauch - devient champion des cavaliers de course amateurs. Il peut se rabattre sur des chevaux issus de l'élevage pur-sang du haras Ivenack de Plessen dans le Mecklembourg.
Sous l'impression d'un officier de steeple-chase dans le rugby anglais, Alfred von Rauch est l'un des cofondateurs de la traditionnelle Grande course de chasse de l'armée prussienne à Karlshorst en 1862. Le Steeplechase de l'armée de Berlin (également appelé « Army ») gagne rapidement le rang de modèle pour l'organisation future de la chasse et des courses d'obstacles dans les courses de chevaux allemandes et pour la construction ultérieure du parcours d'obstacles de Karlshorst (de). À la suggestion d'Alfred von Rauch, le premier « Meeting de l'armée de Baden-Baden » est organisé à 1871 à l'hippodrome d'Iffezheim (de) ; il y établit une longue tradition de courses d'obstacles.
En tant que connaisseur avéré des chevaux, Rauch est président de l'Association des élevages de chevaux allemands et de divers sports équestres et Clubs de course.

### Tombe au cimetière des Invalides de Berlin

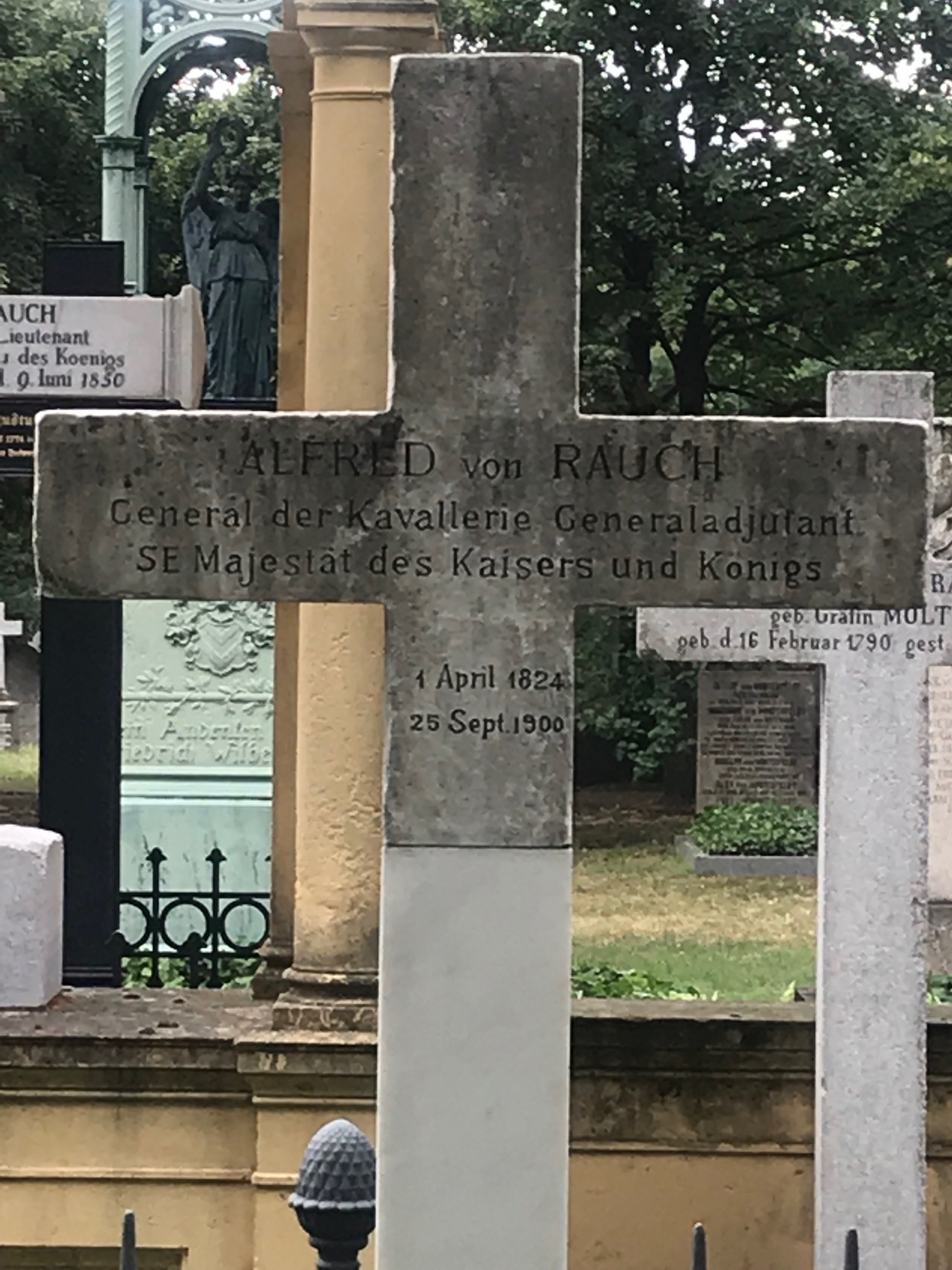
Tombe du général de cavalerie Alfred von Rauch au cimetière des Invalides de Berlin (2019)

En 1900, Rauch est enterré à côté de ses parents dans la tombe de sa famille au cimetière des Invalides à Berlin-Mitte. Son épouse Elisabeth, son fils Friedrich et sa belle-fille Amélie y trouvent également leur dernière demeure.
La tombe de Rauch remonte à une conception de l'architecte de la cour prussienne Friedrich August Stüler, commandée par le roi Frédéric-Guillaume IV. Toutes les tombes sont conservées.
Le complexe funéraire familial, à seulement quelques mètres de l'ancien mur de Berlin, est restauré après la réunification allemande dans les années 1990 par le département d'entretien des monuments de jardin de l'Office d'État des monuments historiques de Berlin. La restauration est financée par le gouvernement fédéral, la Fondation de la loterie allemande de Berlin et le Förderverein Invalidenfriedhof e. V.

### Famille
Rauch se marie le 20 septembre 1851 à Potsdam avec Elisabeth comtesse von Brühl (née le 19 octobre 1827 à Berlin et morte le 5 septembre 1901 à Berlin), dame d'honneur de la reine Élisabeth de Prusse. Elle est la fille du directeur général du théâtre royal et des musées de Berlin, Carl von Brühl (1772-1837), propriétaire du château et domaine de Seifersdorf près de Dresde, et de son épouse Jenny, née von Pourtalès (1795-1884) .
Le mariage a quatre enfants :
- Élisabeth (1852-1853)
- Friedrich (Fritz) (1855-1935), général de cavalerie, marié :

avec Anna von Behr (1865-1896), fille de Friedrich von Behr (de), député du Reichstag, président de l'Association allemande des pêcheries (de) et propriétaire des domaines Schmoldow et Vargatz, et de son épouse Juliane, née Homeyer, fille de Johann Friedrich Homeyer (de) ; Anna devient plus tard propriétaire de Schmoldow
avec Amélie von Bülow de la branche de Gudow (1868-1950), dame d'honneur de la grande-duchesse Marie de Mecklembourg-Schwerin, fille du maréchal héréditaire de Lauenbourg et propriétaire de Gudow, Friedrich Gottlieb von Bülow (de), et de son épouse Amalie, née von Oertzen
- Gabriele (Ella) (1857-1914)
- Anna (Anni) (1863-1962), dame d'honneur de la duchesse Charlotte de Saxe-Meiningen, secrétaire du Lyceum-Club Berlin (de)

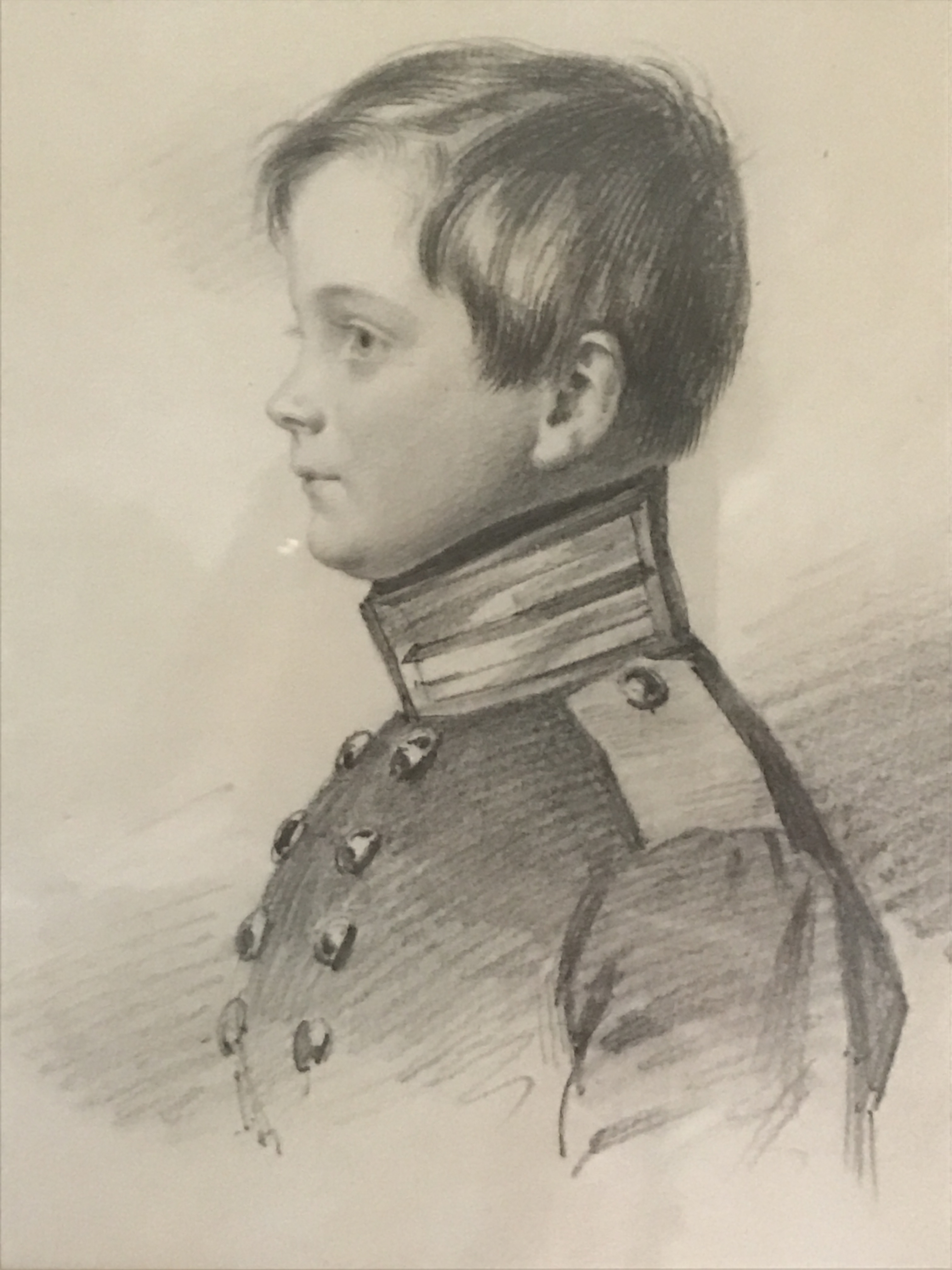
Alfred von Rauch en cadet de 11 ans de Potsdam, dessin de Franz Krüger, 1835

### Représentation et documentation visuelle
Alfred von Rauch est représenté à plusieurs reprises entre l'enfance et les dernières années de sa vie.
- Franz Krüger le dessine par exemple en 1835 comme un cadet de Potsdam âgé de 11 ans.
- Une première photographie de 1858 montre Rauch en tant qu'adjudant royal (partie d'une galerie de portraits des fonctionnaires de la cour de Frédéric-Guillaume IV).

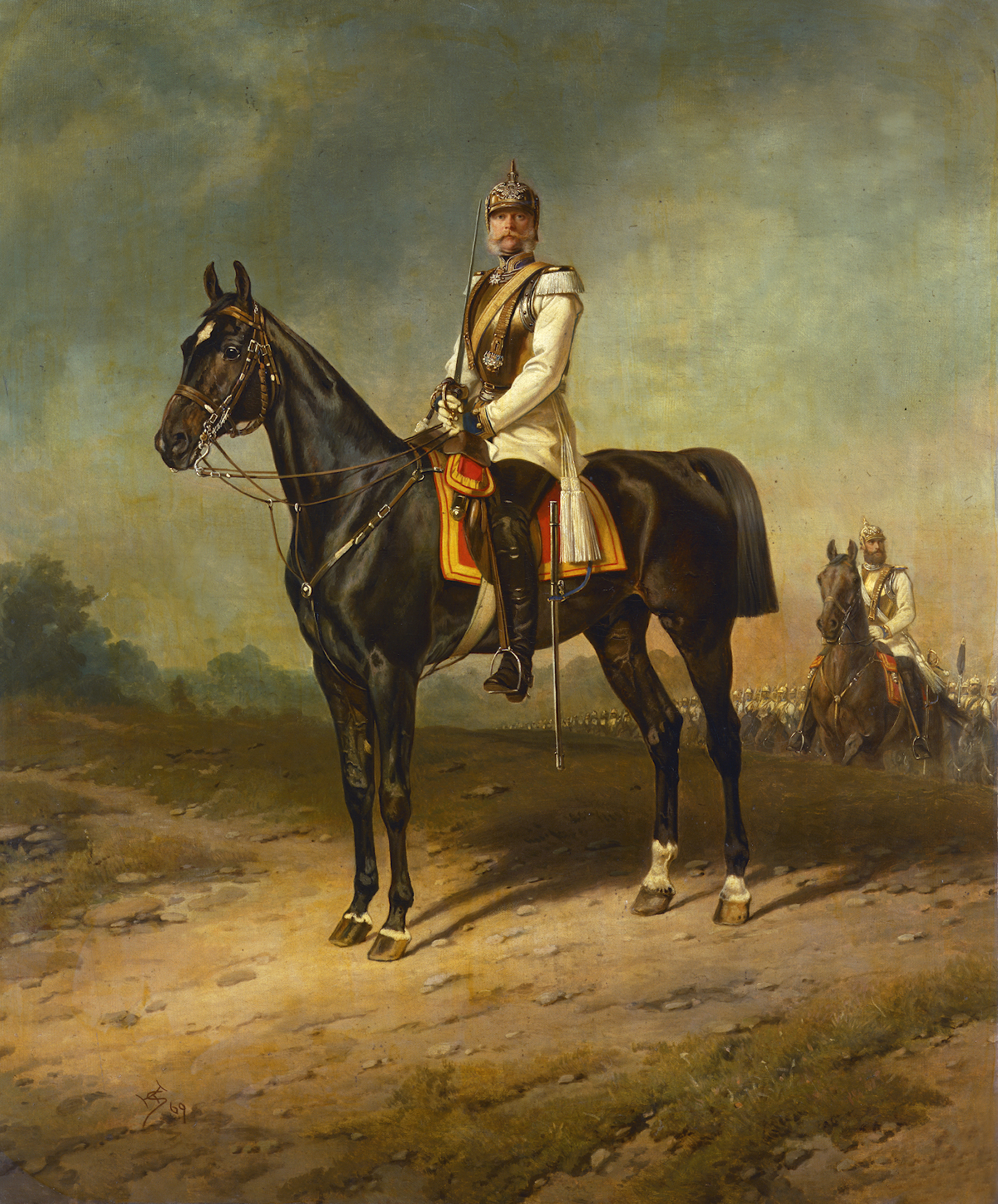
Alfred von Rauch en tant que colonel et commandant du 6e régiment de cuirassiers, peinture à l'huile de Theodor Schloepke, 1869

- Le portrait équestre du peintre de la cour de Schwerin Theodor Schloepke (de) de 1869 représente Rauch en colonel et commandant du 6e régiment de cuirassiers. Il fait partie de l'exposition permanente du musée national de Schwerin au château de Schwerin.
- Sur le tableau monumental de Theodor Schloepke, achevé par Carl Suhrlandt (de) représentant "l'entrée du grand-duc Frédéric-François II de Mecklembourg-Schwerin à la tête du contingent de Schwerin le 14 juin 1871", Rauch est notamment représenté en tant que commandant de la 17e brigade de cavalerie de Schwerin. Ce tableau se trouve également dans l'exposition permanente du musée d'État de Schwerin.
- Dans le relief latéral gauche de la statue équestre du grand-duc Frédéric François II de Mecklembourg-Schwerin (de), Rauch est également représenté comme commandant de la 17e brigade de cavalerie stationnée à Schwerin. La statue équestre dans le jardin du château de Schwerin, est réalisée par Ludwig Brunow (de).